# 瓊斯堡 (密蘇里州)
瓊斯堡（英語：Jonesburg）是位於美國密蘇里州蒙哥馬利縣的城市。

## 人口
根據2020年美國人口普查的數據，瓊斯堡的面積為3.98平方千米，皆為陸地。當地共有人口726人，而人口密度為每平方千米182人。